# Baker Tilly International
Baker Tilly International est un réseau de comptabilité et de conseil aux entreprises. Il s'agit du 9e plus grand réseau comptable (en) au monde quant au chiffre d'affaires avec 41 000 personnes dans 700 bureaux répartis sur 145 territoires avec des revenus mondiaux combinés de 4,7 milliards de dollars. Baker Tilly International opère géographiquement dans quatre régions : Asie-Pacifique ; Europe, Moyen-Orient et Afrique ; l'Amérique latine ; et l'Amérique du Nord. Chaque région a un président, nommé par le Conseil international, qui dirige un conseil consultatif élu par les membres de cette région.

## Histoire
En 1987, Summit International Associates, Inc. est constituée. Le réseau est représenté dans 20 pays par 50 entreprises, avec des revenus combinés de 200 millions de dollars. Il s'est classé 22e au monde à ce moment-là.
En 2000, Stephen Flesch quitte ses fonctions de PDG et de président du réseau après 13 ans à ce poste. Geoff Barnes, est nommé nouveau PDG. Le bureau mondial du réseau déménage de New York à Londres. En 2003, le réseau entre dans le top 10 de l'International Accounting Bulletin (en) World Survey (où il reste aujourd'hui), avec des revenus combinés de 1,4 milliard de dollars.
En 2008, Virchow Krause, LLP, la plus grande entreprise membre du réseau aux États-Unis, annonce qu'elle va se rebaptiser Baker Tilly US, LLP (en), introduisant la marque Baker Tilly sur le marché américain.
Baker Tilly International annonce en septembre 2014 que la société britannique MHA Macintyre Hudson rejoint son réseau en remplacement de l'ancienne société britannique Baker Tilly qui avait rejoint RSM International plus tôt cette année-là.
Après avoir dirigé le réseau pendant 16 ans, Geoff Barnes prend sa retraite du poste de PDG en 2016. Le conseil d'administration de Baker Tilly International élit à l'unanimité le président régional EMEA, Ted Verkade, au poste de directeur général à partir du 1er juillet de la même année.
En 2019, le réseau dévoile un nouveau logo, une identité visuelle et un nouveau slogan : "Maintenant, pour demain". Avec ce changement, plus de 90 % des entreprises opèrent sous le nom de Baker Tilly, renforçant la présence mondiale du réseau.
En août 2020, Baker Tilly US, LLP et Squar Milner, LLP, annoncent leur fusion à compter du 1er novembre 2020. Le nom de la coentreprise est Baker Tilly US.
En novembre 2021, Baker Tilly US annonce plusieurs acquisitions, dont Margolin, Winer & Evens LLP, basée à New York, l'un des plus grands cabinets régionaux de comptabilité et de conseil aux entreprises du nord-est, augmentant l'équipe new-yorkaise de Baker Tilly à près de 400 professionnels et la comptabilité basée en Virginie-Occidentale. et cabinet de conseil Arnett Carbis Toothman, LLP. La société annonce également qu'elle entre à Boston avec l'acquisition de The MFA Companies et acquiert The Compliance Group, basé en Californie.
En mai 2022, Baker Tilly US annonce l'acquisition du cabinet d'expertise comptable basé à Seattle Bader Martin, en août du cabinet de conseil du gouvernement local Management Partners et en septembre du cabinet de conseil fiscal True Partners Consulting.
En décembre 2021, Freeths, parmi les 50 meilleurs cabinets d'avocats britanniques, est devenu le premier cabinet juridique autonome en Europe à rejoindre Baker Tilly International, poursuivant l'expansion du réseau mondial dans le domaine du droit commercial. En tant que cabinet d'avocats à service complet, les 12 bureaux de Freeth au Royaume-Uni et son équipe de plus de 600 avocats conseillent les entreprises dans des domaines tels que les fusions et acquisitions, l'immigration d'affaires, le droit de l'environnement, la gestion des litiges, l'insolvabilité et la politique de la concurrence.
En septembre 2022, Baker Tilly Espagne annonce la fusion avec la société de conseil en fusions et acquisitions, ESG et immobilier AddVANTE. La nouvelle entité fusionnée se classera parmi les 12 premières sociétés de conseil aux entreprises en Espagne, avec une équipe de plus de 375 professionnels répartis dans 10 bureaux.
Le 16 mars 2022, Baker Tilly International annonce qu'il sépare les entreprises membres en Russie et en Biélorussie de son réseau mondial en déclarant que "cette décision est une conséquence directe des actions de ces gouvernements, et non des individus de ces pays".
Le 1er juin 2022, Baker Tilly International annonce la nomination de Francesca Lagerberg en tant que nouveau PDG. Elle est la première femme britannique à être PDG mondiale d'un des 10 meilleurs cabinets ou réseaux d'experts-comptables.
En février 2023, Baker Tilly International annonce un chiffre d'affaires de 4,66 milliards de dollars, reflétant une augmentation de 13 % en devises constantes par rapport au dernier exercice. En Amérique du Nord, les revenus ont dépassé 2 milliards de dollars et en Asie-Pacifique 1 milliard de dollars pour la première fois.